# Amphipteryx
Amphipteryx is een geslacht van libellen (Odonata) uit de familie van de Amphipterygidae (Bergvlamjuffers).

## Soorten
Amphipteryx omvat 5 soorten:
- Amphipteryx agrioides Selys, 1853
- Amphipteryx chiapensis González-Soriano, 2010
- Amphipteryx jaroli Jocque & Argueta, 2014
- Amphipteryx meridionalis González-Soriano, 2010
- Amphipteryx nataliae González-Soriano, 2010